# Villa Gawrońskich (Varsovie)
La villa Gawrońskich (polonais : Pałacyk Wilhelma Ellisa Raua) est une villa située au n°23 Aleje Ujazdowskie, dans l'arrondissement de Śródmieście, à Varsovie.

## Sources
- (pl) Cet article est partiellement ou en totalité issu de l’article de Wikipédia en polonais intitulé « Willa Gawrońskich w Warszawie » (voir la liste des auteurs).